# NGC 3650
NGC 3650 is een spiraalvormig sterrenstelsel in het sterrenbeeld Leeuw. Het hemelobject werd op 5 mei 1886 ontdekt door de Amerikaanse astronoom Lewis A. Swift.

## Synoniemen
- UGC 6391
- MCG 4-27-31
- ZWG 126.43
- PGC 34913